# Criseide

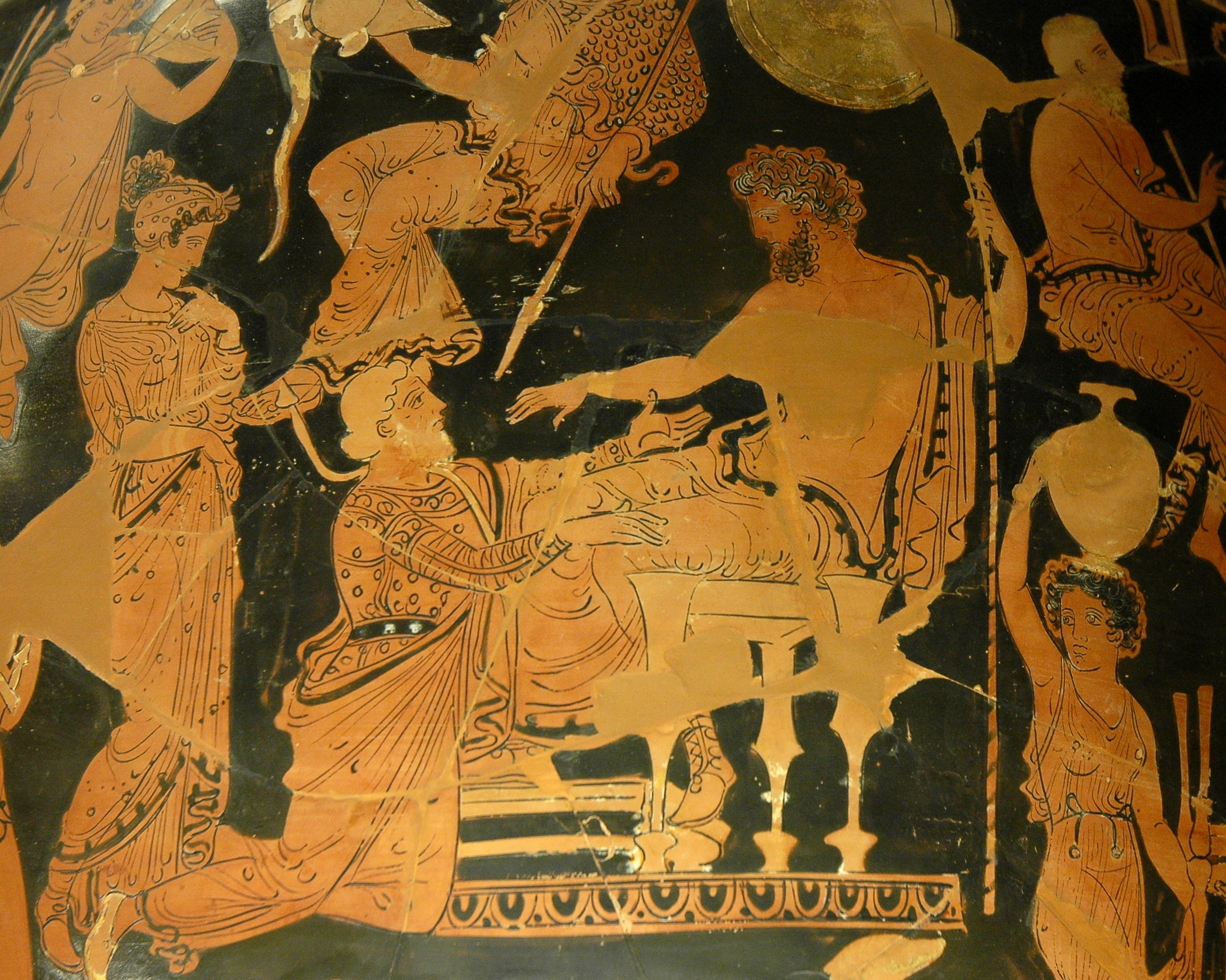
Crise che tenta di riavere sua figlia Criseide da Agamennone, raffigurato su un cratere pugliese

Criseide è il patronimico usato da Omero nell'Iliade per denominare la fanciulla Astinome. Criseide fa parte della mitologia greca, è figlia di Crise sacerdote d'Apollo.
Cugina di secondo grado di Ettore, Paride e tutti i loro fratelli e sorelle. 
Nel primo libro dell'Iliade, Criseide è schiava di Agamennone, che se ne è impadronito quale preda di guerra e rifiuta di restituirla al padre Crise. Apollo, di cui Crise è sacerdote, scatena così una pestilenza tra l'esercito greco, per fermare la battaglia. Agamennone è costretto a rinunciare a lei; in cambio però pretende di avere Briseide, schiava di Achille, atto che offende il guerriero a tal punto da indurlo a rifiutarsi di proseguire la guerra contro Troia.
Secondo una tarda leggenda greca, narrata nelle Fabulae di Igino, la fanciulla ebbe da Agamennone un figlio, che chiamò Crise (come suo padre).
Ebbe anche una breve relazione amorosa con l'eroe Achille, prima della sua morte.
Alcuni affermano che Crise l'avesse mandata a Lirnesso perché fosse più sicura, oppure affinché partecipasse ai festeggiamenti in onore di Artemide.
Nella letteratura medievale, Criseide si sviluppa nel personaggio di Cressida, protagonista della celebre opera shakespeariana.

## In letteratura
Le vicende di Criseide vengono narrate in diverse opere:
- Nell'Iliade di Omero si narra di Criseide schiava di Atride (Agamennone figlio di Atreo).
- Nelle Fabulae, Igino riprende i temi dell'Iliade e in due di esse ("Crise" e "Il riscatto di Ettore") parla di Criseide.
- Nel Crise di Pacuvio si narra di Crise, appunto, figlio di Criseide ed Agamennone e nipote di Crise il vecchio.
- Nel Filostrato di Giovanni Boccaccio, dell'amore di Criseide e Troilo, l'ultimo figlio di Priamo, e della morte di quest'ultimo. Di quest'opera esiste anche una versione in prosa di Loys de Beauvau intitolata "Romanzo di Troilo".
- Anche Geoffrey Chaucer dedica il poema Troilo e Criseide allo sfortunato amore.

Nel poema settecentesco Inarime di Camillo Eucherio Quinzio (o de Quintiis) compare una Criseide, ma si tratta della ninfa che fonde l'oro nelle sorgenti d'acqua.

## Nell'arte
- Luigi Ademollo, Ulisse riporta la figlia Criseide al sacerdote Crise, incisione su carta, XVII-XIX secolo.
- Felice Giani, Crise che con doni prega Agamennone di rilasciargli la figlia Criseide, affresco, inizio del XIX secolo.
- Partenza di Criseide, affresco.